# Rettungshaus zum Fischhaus
Das Rettungshaus zum Fischhaus war das erste Kinderheim im Herzogtum Sachsen-Meiningen und ist heute ein alleinstehendes Gehöft am Ortsrand der Gemeinde Rhönblick im Landkreis Schmalkalden-Meiningen in Thüringen. Die Heimgeschichte beginnt mit der 1845 durch einen Meininger Gymnasiallehrer Schneider beantragten Einrichtung eines Rettungsheimes für verwahrloste und obdachlose Kinder. Zum Gebäudekomplex gehört auch das noch im 19. Jahrhundert als Ergänzungsbau bezogene „Bernhardshaus“ in der Nachbarschaft. Das Mathildenstift am Stadtrand von Schmalkalden ging ebenfalls als Ausgründung aus diesem Kinderheim hervor.

## Lage
Das Fischhaus liegt etwa 14 Kilometer südwestlich der Kreisstadt Meiningen im Süden der Gemeinde Rhönblick. Das Anwesen befindet sich im nördlichen Teil der Flur von Hermannsfeld, nahe der Landesstraße 2625. Beim Gehöft lag einst der Große Hermannsfelder See.

## Geschichte

### Entstehung und ursprüngliche Nutzung des Fischhauses
Der Bewirtschaftung des Großen Hermannsfelder Sees diente seit dem 18. Jahrhundert ein vom Pächter oder Inhaber der Fischereirechte errichtetes Gebäude – das nach seiner Hauptnutzung als „Fischhaus“ bezeichnet wurde. Für den Meininger Hof bildete der im Fischhaus befindliche Speisesaal ein romantisches Lokal, er wurde gerne als Ausflugsort genutzt. Das Gebäude wurde nach dem Verlanden des Sees von einem Hermannsfelder Einwohner übernommen, der im Gebäude eine Samendarre für die Forstwirtschaft betrieb.
Die im Jahr 1838 erschienene Landeskunde des Herzogtums Sachsen-Meiningen erwähnt über den Ort:
- Fischhaus: 5 Einw., 3 männl. und 2 weibl. Geschlechts. 4 Gebäude überhaupt, 1 bewohntes Haus. Einzelnes Haus in der Flurmarkung Hermannsfeld, unterhalb des jetzt trocken liegenden zum Feld- und Wiesenbau benutzten grossen Hermannsfelder Teichs. Gegenwärtig Niederlage und Darranstalt einer Waldsaamenhandlung. Nach Hermannsfeld eingepfarrt und eingeschult.[3]

### Das Wirken des Meininger Sozialreformers Richard Schneider
Der Meininger Gymnasialprofessor Richard Schneider war ein sozial eingestellter Pädagoge und Anhänger des Reformpädagogen Johannes Daniel Falk. Aus Briefen und Gesprächen mit Fachkollegen hatte er vom Wirken der Rettungshausbewegung der Inneren Missionsbewegung erfahren. In dieser Zeit wurde das bei Hamburg entstandene Kinderheim Rauhes Haus zum Vorbild für weitere Heimgründungen in den protestantischen Staaten Deutschlands.
Nach der „Gründungslegende“ geriet Schneider während einer Italienreise in Lebensgefahr und schwor, nach seiner glücklichen Heimkehr ein Kinderheim in Meiningen als Dank für seine Rettung zu stiften.
Die von Schneider entwickelte Idee fand viele Befürworter, aber es war in der Residenzstadt Meiningen kein geeigneter Ort für das Heim zu finden. Drei Jahre vergingen mit der Suche nach einem geeigneten Standort, dann wurde das Fischhaus „entdeckt“. Der abgelegene Ort bot viele Vorteile, das Grundstück konnte sogar für die Hälfte des ursprünglichen Preises, nämlich 2000 Gulden, gekauft werden. Um das solide Wohnhaus standen Nebengebäude, Stallungen und ein Garten, der Ort bot Platz, um 40 bis 50 Kinder aufnehmen zu können. Mit Spendengeldern und persönlichen Ersparnissen wurde daraus das Wohnheim erbaut. Zum Ende des Jahres 1860 wurde das von Professor Richard Schneider gegründete „Rettungshaus zum Fischhaus“ bei Hermannsfeld bezogen.

### Leben und Alltag im Rettungshaus Fischbach
Als Erzieher und Hausvater wurde Georg Strobel vom Trautberger Rettungshaus im bayrischen Unterfranken übernommen, der auch mit der Unterrichtung der Kinder im eigenen Haus betraut wurde, nachdem eine Genehmigung durch die herzogliche Schulaufsicht eingegangen war.
In der Folgezeit konnten satzungsgemäß verwahrloste und verwaiste Knaben im Alter von 6 bis 12 Jahren aufgenommen werden.
Durch einen Wochenplan mit Tages- und Stundeneinteilung wurde genau der Ablauf im Fischhaus festgelegt. So wurden von Montag bis Sonnabend von 8 bis 11 Uhr und 17 bis 19 Uhr verschiedene Fächer unterrichtet. In der Zeit von 13 bis 16 Uhr wurde gearbeitet. Zunächst pflegte man den Garten, später wurde der dazu erworbene Acker bestellt und das inzwischen angeschaffte Vieh, Kühe und Schweine, versorgt. Mit dem Ertrag gelang es, sich weitgehend selbst zu verpflegen. Am Sonntag stand vor allem der Kirchbesuch in dem Vordergrund, denn Sinn des Stifters war es die verwahrlosten Knaben auf Grund des christlichen bzw. evangelisch-lutherischen Glaubensbekenntnisses zu frommen und braven Menschen zu erziehen.
Die Anstalt gedieh auch durch wachsende Unterstützung von außen. Vor allem die Familie des Meininger Herzogs bewilligten immer wieder Zuschüsse aus Staatsmitteln. Hinzu kam die Unterstützung von Pfarrern und Lehrern, Sammlungen und Lotterien wurden veranstaltet, deren Erlös dem Rettungshaus zugutekam.

### Das Neue Haus – die erste Erweiterung des Heims
Das 1860 gegründete Rettungshaus Fischbach erhielt durch Satzung vom 28. Juli 1877 mit Nachtrag vom 17. Dezember 1878 als eine öffentliche mildtätige Stiftung einen Rechtstitel und weitere staatliche Unterstützung. Zweck dieser Einrichtung war, verwahrloste oder der Verwahrlosung ausgesetzte Kinder auf Grund des evangelisch-lutherischen Glaubensbekenntnisses zu braven Menschen zu erziehen.
Um auch Mädchen betreuen zu können, wurde ab 1868 ein Erweiterungsbau errichtet, das „Neue Haus“.

### Das Mathildenstift
Mit der Erweiterung des Heimes wurden weitere Heimmitarbeiter benötigt und eingestellt, zu ihnen zählten die aus Kaltenlengsfeld stammenden Brüder Johannes und Daniel Saal. Besonders Johannes Saal, ein Schneider von Beruf, widmete sich mit großer Hingabe den behinderten Heimkindern, zu denen auch mehr geistig behinderte Kinder hinzukamen, die einer intensiven Betreuung bedurften. Mit seiner Ehefrau nahm Saal einige besonders bedürftige Kinder in seine Familie auf. Saal erhielt die Möglichkeit zu einer mehrjährigen Weiterbildung: zunächst ging er 1865 in das zuvor von Wilhelm Löhe in Neuendettelsau begründete Ausbildungszentrum für Diakonissen und Pflegekräfte, das sogenannte „Blödenheim“ zu Neuendettelsau, um sich Kenntnisse in der Krankenpflege anzueignen. Seine weitere Ausbildung erfolgte in der späteren Landesirrenanstalt in Hildburghausen. Ab 1872 wirkte Saal wieder in Fischhaus, er gründete dort am 27. Mai des Jahres 1873 im „Neuen Haus“ das „Mathildenstift“, eine „Privat-Blödenanstalt“. Mit dieser separaten Heimgründung versuchte Saal die Förderbedingungen für seine geistig behinderten Zöglinge zu verbessern, da sie in den bisher gemischten Gruppen viele Unannehmlichkeiten erlitten.

### Das Mathildenstift wandert nach Schmalkalden ab
Fast zehn Jahre bildeten die beiden Kinderheime eine Pflegegemeinschaft. Als ein Freund der Familie bei Aue am Stadtrand von Schmalkalden ein geeignetes Gelände für ein neues Heim ausfindig machte, wurde die Gelegenheit genutzt, und Johannes Saal übersiedelte im Herbst 1883 mit 20 Zöglingen in den zu Preußen gehörenden Nachbarkreis Herrschaft Schmalkalden, Ortsteil Aue bei Schmalkalden über, die neue Einrichtung wurde als „Pensionat für Schwachsinnige“ amtlich registriert.
Die dortigen Verhältnisse waren jedoch schwierig und man nutzte 1930 eine weitere Gelegenheit, um den Röthof abseits der Stadt Schmalkalden in einer Waldlichtung gelegenen, zu beziehen. Nach wenigen Jahren des Aufbaus am neuen Standort wurden die Betreiber mit der Machtergreifung der Nationalsozialisten mit einem radikal gewandelten Sozialbegriff konfrontiert. Die durch die Reichsregierung erlassenen Gesetze lösten das Problem des „lebensunwerten Lebens“ nach der Formel:
„Im Vordergrund steht der entschlossene Wille unserer Regierung, den Volkskörper zu reinigen. Die Rasse will hohen Durchschnitt züchten, nicht Ausnahmen.“
Die staatliche Unterstützung war damit erloschen. Auf Anordnung des Reichsverteidigungskommissars sollten 113 Pfleglinge, die in einer Liste verzeichnet waren, verlegt werden. In der Pflegeanstalt Röthof wurde erbittert um jeden einzelnen Zögling gekämpft, und tatsächlich schaffte man es, alle als „lebensunwert“ Eingestuften vor der Verlegung zu retten.